# Olle Nordin
Olle Nordin (ur. 23 listopada 1949 w Delaryd) – piłkarz szwedzki grający na pozycji pomocnika.

## Kariera klubowa
Karierę piłkarską Nordin rozpoczął w klubie Delaryd IF. Następnie w latach 1966–1969 był zawodnikiem Älmhults IF, a w 1970 roku podpisał profesjonalny kontrakt z IFK Norrköping. W IFK Norrköping był podstawowym zawodnikiem i spędził tam 5 lat nie odnosząc większych sukcesów. W 1975 roku przeszedł do IFK Sundsvall, gdzie grał przez 2 lata. W 1977 roku został piłkarzem IFK Göteborg. W 1979 roku wywalczył z nim Puchar Szwecji, dzięki zwycięstwu 6:1 w finale z Åtvidabergs FF. Po tym sukcesie zakończył karierę piłkarską w wieku 30 lat.

## Kariera reprezentacyjna
W reprezentacji Szwecji Nordin zadebiutował w 13 września 1970 roku w wygranym 4:2 towarzyskim meczu z Norwegią. W 1978 roku został powołany przez selekcjonera Georga Ericsona do kadry na Mistrzostwa Świata w Argentynie. Tam był rezerwowym i rozegrał jedno spotkanie, przegrane 0:1 z Hiszpanią. Od 1970 do 1979 roku rozegrał w kadrze narodowej 19 spotkań i zdobył 2 gole.

## Kariera trenerska
Po zakończeniu kariery piłkarskiej Nordin został trenerem. W latach 1982–1984 prowadził Västrę Frölunda IF. Następnie w 1985 roku został trenerem Vålerenga Fotball.
W 1986 roku Nordin został mianowany selekcjonerem reprezentacji Szwecji. W 1990 roku awansował z nią na Mistrzostwa Świata we Włoszech. Szwedzi przegrali jednak wszystkie 3 mecze grupowe: 1:2 z Brazylią, 1:2 ze Szkocją i 1:2 z Kostaryką. Po tym turnieju został zwolniony.
W 1990 roku Nordin wrócił do Vålerengi. W 1993 trenował Drøbak/Frogn, a w latach 1994–1995 Lyn Fotball. W kolejnych latach był szkoleniowcem Al Wasl Club, IFK Norrköping, AIK Fotboll i Jönköpings Södra IF. Od 2008 roku ponownie pracuje w tym klubie.